# Gesellschaft zum Studium interplanetarer Verbindungen
Die Gesellschaft zum Studium interplanetarer Verbindungen (Abkz. OIMS) war eine von raumfahrtbegeisterten Studenten der Militärakademie für Ingenieure der Luftstreitkräfte „Prof. N. J. Schukowski“ in der Sowjetunion gegründete Organisation für die Entwicklung der Raumfahrt.

## Geschichte
Die Gesellschaft wurde am 25. Juni 1924 von den Offiziershörern W.P. Kaperski, M.A. Resunow und M.G. Lejteisen gegründet. Ehrenmitglieder wurden Konstantin Eduardowitsch Ziolkowski, Feliks Dzierzynski und Jakow Issidorowitsch Perelman.
Am 30. Mai 1925 hielt M.J. Lapirow-Skoblo in Moskau einen Vortrag zum Thema „Interplanetare Reisen“. Bei dieser Veranstaltung trugen sich etwa 200 Wissenschaftler, Studenten, Schriftsteller, Arbeiter und Angestellte als Mitglieder ein. Der Vortrag von Lapirow-Skoblo wurde in der Prawda abgedruckt.
Die Organisation veranstaltete Vorträge und Diskussionsabende und gab eine Zeitschrift namens „Raketa“ heraus, in der Ziolkowski, Friedrich Arturowitsch Zander und W.P. Wetschinkin publizierten.
Als in Moskau das Gerücht aufkam, dass der Amerikaner Robert Goddard am 4. August 1924 eine Rakete zum Mond starten würde, wies Zander in einem Vortrag im vollgedrängten Physikhörsaal der Moskauer Universität nach, dass dies technisch unmöglich wäre.
1925 zerfiel die Organisation, da es noch nicht genügend Literatur zum Thema gab.